# Cariboo Nature Park
Cariboo Nature Park är en park i Kanada.   Den ligger i provinsen British Columbia, i den centrala delen av landet, 3 400 km väster om huvudstaden Ottawa. Cariboo Nature Park ligger 814 meter över havet. Den ligger vid sjön Woodfrog Lake.
Terrängen runt Cariboo Nature Park är huvudsakligen lite kuperad. Cariboo Nature Park ligger nere i en dal som går i sydvästlig-nordostlig riktning. Trakten runt Cariboo Nature Park är nära nog obefolkad, med mindre än två invånare per kvadratkilometer.. 
I omgivningarna runt Cariboo Nature Park växer i huvudsak barrskog.